# Distrito de Pachacámac

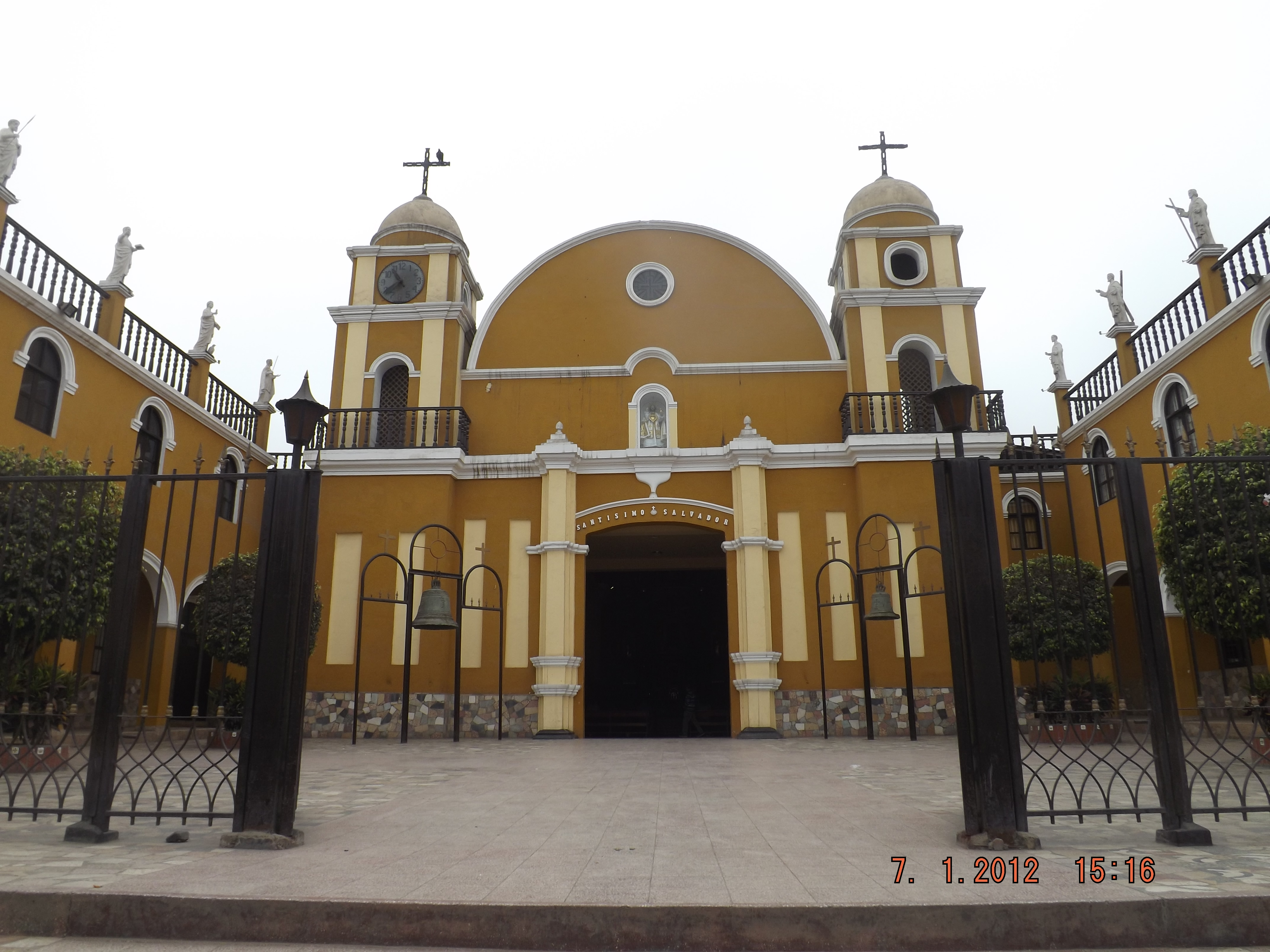
Iglesia del Santísimo Salvador.

El distrito de Pachacámac es uno de los cuarenta y tres distritos que conforman la provincia de Lima, ubicada en el departamento homónimo, en el Perú. Limita al norte, con el distrito de Ate; al este, con el distrito de Cieneguilla; al sureste, con los distritos de Antioquía y Santo Domingo de los Olleros, ambos pertenecientes a la provincia de Huarochirí, y el distrito de Punta Hermosa; al sur, con el distrito de Lurín; al oeste, con el distrito de Villa María del Triunfo; y al noroeste, con el distrito de La Molina. 
El distrito de Pachacámac tiene algunas zonas de nivel socioeconómico alto como la urbanización El Rincón de La Planicie y las zonas aledañas al valle de Lurín; sin embargo, los sectores de gran extensión y de alta densidad poblacional como Manchay, suelen ser habitadas por familias de un nivel socioeconómico medio bajo y bajo, e inclusive con zonas en un alto grado de pobreza y/o pobreza extrema.

## Historia

### Época prehispánica
En 1800 a. C., se fundan las primeras civilizaciones que cuentan con metalurgia en toda América, que dejan como vestigios 7 templos con forma de "U". A lo que actualmente, se designa como cultura Manchay (Mina Perdida, Cardal, etc).
A la llegada de los conquistadores, pasa a ser parroquia, y por la cercanía es renombrado de los restos arqueológicos de Pachacámac, importante centro ceremonial de la costa central del Perú. 
Pachacámac está ubicado en el valle de Pachacámac (antes llamado río Pachacámac), como consta en mapas de la colonia. El valle, cuya cuenca abarca 1237 km², fue conocido en épocas preincaicas con el nombre de Ichma, aunque su historia se remonta a los tiempos más arcaicos de la historia peruana. El Señorío Ichma ocupó los valles del Rímac. Tuvo por capital, lo que ahora se conoce como Pachacámac, famosa por su oráculo a donde llegaron en peregrinación gente principal de toda la costa para consultarle y tributarle.
Este señorío estaba dividido en pequeños cacicazgos los más conocidos son: Valle de Lima, Sulco, Maranga, Lima, Lati y Callao. Sin embargo, los sacerdotes del Santuario de Pachacámac poseían tierras en los territorios de otros señoríos; a través del culto al dios Pachacámac, como el Huarco en Cañete y también entre los Yauyos. Después de Wari, este santuario se convirtió en un verdadero centro religioso irradiando su poder e ideas hacia el norte, sur y este. Más tarde, bajo el dominio incaico, el nombre quechua "Pachacámac" se impuso sobre el nombre Ichma. El Inca ordenó la construcción de un templo dedicado al Sol, y los Sacerdotes del Santuario acataron la orden a cambio del respeto por el antiguo Templo de Ichma.
Cuzco y Pachacámac eran las ciudades más famosas por el esplendor y sus riquezas (pag. 12 “Pachacámac ciudad religiosa”, Alfonso Ubalde Herrera), cuando Francisco Pizarro llegó a Cajamarca.
Las informaciones sobre los grupos o naciones que habitaban el valle de Pachacámac, se encuentran en el testamento del cacique Alfonso Saba, firmado en 1584 y en su padroncillo de indígenas del siglo XVI (Archivo Nacional de Lima). Estos documentos del valor innegable para la historia del pueblo, mencionan que este se hallaba habitado por 4 ayllus; gobernados todos por una sola dinastía de caciques; la de los Saba. Los Pachacámac eran los que vivían alrededor del pueblo antiguo; los Caingas poblaban las lomas, un lugar abrigado de la parte sur, fuera del valle y cerca de Chilca, los Manchais eran grupos que habitaban los lugares conocidos actualmente como Manchay Alto y Manchay Bajo, en la parte alta del valle; los Quilcaycunas vivían probablemente, algo más al sur que los caringas.
Francisco Pizarro al llegar a Cajamarca, supo del gran renombre del Santuario de Pachacámac y de sus riquezas, por lo que, envió a su hermano Hernando junto con el veedor, Miguel de Estete, al mando de un grupo de jinetes para completar el rescate del Inca Atahualpa. Los españoles llegaron al valle, el 30 de enero de 1533.

### Época virreinal
El pueblo de Pachacámac, luego que los españoles dejaron el santuario el 3 de marzo de 1533, formó parte de diversas jurisdicciones. Cuando Hernando Pizarro partió rumbo a Jauja, anexó a Pachacámac a la nueva jurisdicción política de esta ciudad.
Cabe recalcar, que en 1534, ya existía en el Pueblo de Pachacámac un convento de religiosos Franciscanos. Según las informaciones de Buenaventura de Salinas y Córdova, cuando se fundó la ciudad de Lima, este se trasladó a la capital y es hoy la Iglesia de San Francisco.
En 1565, al crearse los corregimientos de las indias, Pachacámac fue incluido entre los territorios gobernados por el Cabildo de Lima.
Para 1572, el virrey, Francisco Álvarez de Toledo, ordenó la creación de reducciones de indios. Por lo tanto, en 1573, se congregó a los indios Caringas, Manchais y Pachacámac para reducirlos en el pueblo “Santísimo Salvador de Pachacámac”, hoy actual pueblo.
El 11 de agosto de 1576, el virrey, Francisco Álvarez de Toledo, expidió una real provisión, fundando el corregimiento de la Villa de Cañete y considerando dentro de esta jurisdicción al Valle de Pachacámac.
En 1578, la evangelización corría a cargo de los clérigos Agustinos, según la información de Calancha.
El 30 de marzo de 1600, el virrey, Luis de Velasco y Castilla, dispuso que el valle pasara a formar parte de la provincia del Cercado. Situación que ha permanecido invariable hasta el día de hoy. En 1601, se fundó la Reducción indígena de “San Pedro de Quilcay”, en un arenal colindante con el valle de Pachacámac. Esta reducción se llevó a cabo con los habitantes del Ayllu Quilcaycuna, que estaba formado por agricultores y pescadores, que daría lugar posteriormente al pueblo de San Pedro de Lurín.
En 1617, Pachacámac se transformó en Curato con un párroco residente (el Clérigo Vásquez de Espinoza). Los frailes Agustinos ya habían abandonado la reducción.
El 28 de mayo de 1644, el licenciado, Agustín Ortiz Serrano, natural de Segovia, España, presbítero, cura y vicario de la doctrina de Pachacámac, funda como Capellanía a Pachacámac, dictando su testamento en Lima.
En 1675, el sacerdote, José Morán Collantes, es nombrado sucesor en el patronazgo de la Capellanía.
De la construcción del Templo del “Santísimo Salvador de Pachacámac”, no se encuentran apuntes; no obstante, si existen en los archivos de la Parroquia de Lurín y que contienen las primeras partidas de Bautismo. Que son las primeras que se realizaron en el distrito de Pachacámac, ya que en Lurín no existía ninguna parroquia, ni en el mismo distrito.
En 1697, el cura, Tomás Arévalo, asienta las partidas refiriéndose solamente como nacidos en “Este Valle”.
En 1712, aparece el cura y vicario, Pedro de Leznas, refiriéndose a la Parroquia del “Santísimo Salvador de Pachacámac”. Luego, este se construyó posiblemente alrededor de 1700 a 1710.
En 1714, aparece la firma del cura, Toribio de Luxan, en las partidas de Bautismo durante muchos años. Y en la inscripción de la pila del bautismo, también aparece grabado el nombre de este cura, quien sigue desempeñando su labor en 1734. En la actualidad, esta pila bautismal se encuentra en la Iglesia de San Pedro de Lurín. Fue trasladada después del terremoto de 1970 que destruyó el templo. Existe en el templo muchos santos que pertenecen a la Iglesia de Pachacámac, y muchas otras piezas de gran valor y una campana con la siguiente inscripción: “Se hizo esta campana en 1798”. En la campana mayor se encuentra otra inscripción: Se hizo esta campana a la Virgen del Rosario de Pachacámac en 1816, siendo cura Don Bartolomé Herrera, Gobernador Atanasio Montoya, juez de paz Juan Pío Castillo. Estas piezas pertenecen a la Iglesia de Pachacámac, ya que fueron llevadas a la Iglesia de San Pedro de Lurín por el terremoto.
En 1711, José Pareja permitió a los comuneros de la reducción de Pachacámac que levantaran una nueva población. De esta manera, en 1802, se elaboró un plano titulado “Plano Topográfico de la Suerte de Tierras, situados en el valle de Pachacámac”.
En 1746, el Pueblo Santísimo Salvador de Pachacámac se constituye como tal mediante cédula del 16 de mayo expedida por el virrey, Manuel de Amat y Junyent, quien además determina la propiedad de las tierras para la Comunidad de Pachacámac.
En 1799, se produce un litigio entre la población de Pachacámac y la Capellanía, la cual exigía derechos legales de pertenencia del pueblo. Lo cual traería el despoblamiento de Pachacámac (testamento del 28 de mayo de 1644, del Licenciado Agustín Ortiz Serrano).
El 6 de agosto de 1812, se llegó a un acuerdo entre la población pachacamina y la capellanía, comprándole los comuneros definitivamente los terrenos del pueblo.

### Época republicana
En su momento, el distrito de Pachacámac abarcó los actuales distritos de Lurín (teniendo por extensión los distritos de San Juan de Miraflores, Villa María del Triunfo y Villa El Salvador) y Cieneguilla, que se segregaron posteriormente.

## Geografía y límites distritales

### Ubicación
El distrito de Pachacámac está ubicado en Lima Sur. Cuenta con una superficie de 160.23 km² y su altitud media es de 73 m s.n.m. 

### Límites
Limita al norte, con el distrito de Ate; al este, con el distrito de Cieneguilla; al sureste, con los distritos de Antioquía y Santo Domingo de los Olleros, ambos pertenecientes a la provincia de Huarochirí, y el distrito de Punta Hermosa; al sur, con el distrito de Lurín; al oeste, con el distrito de Villa María del Triunfo; y al noroeste, con el distrito de La Molina.
| Noroeste: Distrito de La Molina            | Norte: Distrito de La Molina / Distrito de Ate / Distrito de Cieneguilla | Nordeste: Distrito de Cieneguilla                                                                                           |
| Oeste: Distrito de Villa María del Triunfo |                                                                          | Este: Distrito de Cieneguilla                                                                                               |
| Suroeste: Distrito de Lurín                | Sur: Distrito de Lurín                                                   | Sureste: Distrito de Antioquía-Huarochirí / Distrito de Santo Domingo de los Olleros-Huarochirí / Distrito de Punta Hermosa |

## Conflictos limítrofes
Los límites de algunos distritos de la provincia de Lima, presentan deficiencias en su demarcación territorial, según el Instituto Metropolitano de Planificación (IMP).

### Conflicto con Cieneguilla
El distrito de Pachacámac, al tener deficiencias en su demarcación territorial, su línea limítrofe pasa por la mitad de asentamientos humanos, cooperativas y/o asociaciones de vivienda pertenecientes al distrito de Cieneguilla. Por lo tanto, no hay una demarcación territorial por medio de calles o avenidas como en otros distritos de Lima.

### Conflicto con Lurín
El distrito de Pachacámac no posee una ley que defina con exactitud una demarcación territorial con el distrito de Lurín. Por lo tanto, la mitad de la avenida Manuel Valle hacia el sur, se encuentra en conflicto limítrofe con este distrito. Un ejemplo seria que el terreno de la sede principal de América Televisión pertenece geográficamente a ambos distritos; no obstante, la cadena afirma que su sede pertenece al distrito de Pachacámac, sin embargo, el canal tributa a la Municipalidad de Lurín, por lo que, recibe los servicios de este distrito y no los de Pachacámac. Por otro lado, se encuentra el campus Pachacámac de la Universidad San Ignacio de Loyola, donde la universidad afirma, que su local pertenece a este distrito; sin embargo, también tributa y recibe los servicios de la Municipalidad de Lurín. Estos conflictos limítrofes con Lurín ocurren gran parte en todas las zonas aledañas a la avenida Manuel Valle y la carretera Panamericana Sur, como: Villa Libertad Casica, Rinconada de Puruhuay, Riveras de Lurín, Fund Viuda e Islas Pachacámac. Al poseer todas estas zonas en su juriscción, Pachacámac limitaría con el océano Pacífico y el distrito de Villa El Salvador. Esta deficiencia en la demarcación territorial entre ambos distritos, conllevó a recurrentes enfrentamientos entre serenos y fiscalizadores de ambos municipios.

### Conflicto con La Molina
La zona de El Rincón de La Planicie, perteneciente a Pachacámac, no podía ser atendida por su respectiva jurisdicción debido a su aislamiento geográfico. Por lo tanto, esta zona recibía los servicios de vigilancia y limpieza de parte del distrito de La Molina. A fin de mejorar dicha situación, en 2015, se acordó en que Pachacámac ceda El Rincón de La Planicie a La Molina; mientras que, La Molina tuvo que ceder a Pachacámac dos asociaciones de viviendas colindantes con este distrito: Los Sauces y II de Marzo, ubicadas dentro de la cuadra 48 de la avenida La Molina; sin embargo, dicho acuerdo aún no se pone en práctica. Los municipios de La Molina, Pachacámac y Cieneguilla denominan a esta problemática como "conflicto del punto trifinio". Debido a la forma triangular por el que se cruzan estos tres distritos, siendo Pachacámac, el distrito que tiene esta forma más notoria. Asimismo, esta forma conlleva a que Pachacámac limite con el distrito de Ate.
Por otro lado, en el límite distrital de La Molina y Pachacámac existe una cantera desatendida por ambos distritos conocida como Arenera La Molina. La cual se ha convertido en un enorme botadero ilegal, cuya contaminación afecta a los vecinos de las urbanizaciones de La Planicie, Musa y Sol de La Molina. Geográficamente, esta cantera pertenece a ambos distritos; no obstante, es Pachacámac el que posee la mayor parte del terreno, por lo que, la cantera tributa a este municipio. Es por ello, que el dueño de la cantera con el apoyo de la Municipalidad de Pachacámac destinó el terreno para la edificación de viviendas de interés social; sin embargo, la Municipalidad de La Molina se opone a ello, ya que no cumple con la normativa de zonificación de su distrito, lo que provocaría una mayor congestión vehicular.

## Autoridades

### Municipales
| Cargo    | Autoridad electa                    | Partido político | Partido político         |
| -------- | ----------------------------------- | ---------------- | ------------------------ |
| Alcalde  | Enrique Valentín Cabrera Sulca      |                  | Alianza para el Progreso |
| Regidora | Yrma Judith Rosario Albornoz        |                  | Alianza para el Progreso |
| Regidor  | Felix Canchari Huamaní              |                  | Alianza para el Progreso |
| Regidora | Sofia Acevedo Sotelo                |                  | Alianza para el Progreso |
| Regidor  | Guillermo Pichardo Jaime            |                  | Alianza para el Progreso |
| Regidora | Soledad Quilca Castillón            |                  | Alianza para el Progreso |
| Regidor  | Martín Sánchez Lescano              |                  | Alianza para el Progreso |
| Regidora | Rosa Nelly Lomas Ricopa             |                  | Alianza para el Progreso |
| Regidora | María Ysabel Olórtegui Ochoa        |                  | Somos Perú               |
| Regidor  | Humberto Vargas Contreras           |                  | Somos Perú               |
| Regidora | Carmen del Rosario Martínez Mendoza |                  | Somos Perú               |
| Regidor  | Miguel Ángel Príncipe Vicent        |                  | Podemos Perú             |

### Comisarías de Pachacámac
- Comisaría PNP La Molina: ubicada en el distrito homónimo.
- Comisaría PNP Cieneguilla: ubicada en el distrito homónimo.
- Comisaría PNP Manchay
- Comisaría PNP Pachacámac

## Perfil sociodemográfico
Actualmente, el distrito de Pachacámac es uno de los distritos que experimentan más cambios en la sociedad limeña; puesto que, en 2009, era considerado como uno de los más pobres de Lima, más específicamente en la localidad de Manchay. No obstante, el distrito pasó por una significativa mejora en cuanto a la reducción de personas viviendo bajo el umbral de la pobreza, ya que en el periodo comprendido entre 2009 - 2013, el 9,7 % de su población dejó de serlo.

## Ecología
Actualmente, es considerado el último valle verde de Lima. El territorio de la zona presenta abundancia de guijarros en su suelo, plano y ondulado en el valle, con partes montañosas flanqueando el río Lurín. Adicionalmente, se lleva afirmando por mucho tiempo, que en la actualidad, Pachacámac es el distrito más verde de Lima Sur.
En general, el clima de Pachacámac corresponde a la Costa o Chala, descrita por Pulgar Vidal. Se caracteriza por las nubes estratos que se presentan en su cielo. En las mañanas de invierno, y ocasionalmente, hasta media mañana, suele lloviznar. Es la temporada en que los cerros de Quebrada Verde en la margen derecha, y Punta Blanca, Manzano y Pucará en la margen izquierda, reverdecen por el conocido y fenómeno de lomas.

### Flora
En los lugares húmedos: carrizo (Arundo donax), caña brava, juncos, Baccharis salicifolia, acacia (Acacia sp.), pájaro bobo (Tessaria integrifolia),  sacuara (Gynerium sagittatum), molle (Schinus molle), sauce llorón (Salix humboldtiana). En los cerros y zonas de lomas, hay cactus de diversos tipos,  amancae, ortiga de lomas, piquería (Piqueria peruviana), entre otras. Entre los árboles frutales oriundos de América, hay también el pacay, pacae o guaba, maguey, además de varios helechos y hongos. Todos descritos en el inventario del 2010, por el Geógrafo D. López M.

### Fauna
En el mismo inventario mencionado, López Mazzotti hace una clasificación utilitarista de la fauna:
Reptiles y batracios: Lagartijas como lagartija ojo rojo (Dicrodon heterolepis), Lagartija de Manchas (Thropidurus peruvianus), y otras que no se han podido identificar como la Microlophus peruvianus. Además, se encuentran sapos (Bufo limensis), y variedad de culebras como coralillos (Micrurus tschudii) y las bothrops (ocasionalmente vistas).
Mamíferos: Mofeta o zorrillo (Conepatus chinga), vizcachas (Lagidium peruanum), zorro costeño (Pseudalopex sechurae), rata plomiza (Rattus norvegicus), ratones (Phillotys amicus, Phillotys andinum y Oryzomys xantheolus), quirópteros de varios tipos entre ellos el desmundus rotundus de dieta hematófaga (conocido con el nombre popular de vampiro). El geógrafo, Daniel López M., ha encontrado evidencia y rastros de Venado Cola Blanca (Odoleicus virginianus).
Aves rapaces: Gallinazo de cabeza roja (Cathartes aura), Gallinazo de negra (Coragyps atratus), aguilucho grande (Geranoetus melanoleucus), cernícalo (Falco sparverius), halcón perdiguero (Falco femoralis), lechuza de los arenales (Speotyto cunicularia), lechuza del campanario (Tyto alba).
Aves acuáticas: Garza real (Egretta alba), huerequeque (Nycticorax nycticorax), garza bueyera (Ardeola ibis), gallineta común (Ortygonax sanguinolentus), martín pescador (Chloroceryle americana), Patillo (Charadrius vociferus).
Aves trepadoras: Hay una gran variedad de loros, predominando el llamado periquito esmeralda (Brotogeris Versicolorus).
Palomas: paloma rabiblanca (Zenaida auriculata), paloma cuculí (Zenaida asiática), tortolita (Columbina cruziana) y paloma cascabelita (Metriopelia Ceciliae), además de la paloma doméstica.
Pájaros: Guardacaballo (Crotophaga sulcirostris), vencejo andino (Aeronautes andecolus), Amazilia costeña (Amazilia amazilia),  picaflor de cora (Thaumastura cora), turtupilín (Pyrocephalus rubinus), pepite (Tyrannus melancholicus), cucarachero (Troglodytes aedon), chisco (Mimus longicaudatus), golondrina santa rosita (Notiochelidon cyanoleuca), gorrión europeo (Passer domesticus), gorrión americano (Zonotrichia capensis), salta palito (Volatrinia jacarina), tordo negro o chivillo  (Dives warszewiczi), jilguero de cabeza negra (Cardualis magellanicus), fringilo apizarrado (Xenospingus concolor) y Chirote (Sturnella militaris).
Peces: Algunos de los peces que se encuentran a esta altura del río son el bagre (Trichomycterus punctualatus) y el gupy (Poecilia reticulata). Además, se rumorea la presencia del pejerrey de río por las descripciones dadas.
Invertebrados: Aún hay presencia muy escasa de camarones de río (Cryphiops caementarius). Asimismo, se encuentra una gran variedad de insectos como el Palo-palo (que vive en la piquería), arañas de diversos tipos (Tarántulas incluidas), avispas de diversos tipos, incluidas las pepsis, etc. Entre los moluscos hay al menos 4 tipos de caracoles: dos terrestres, dos acuáticos y 1 tipo de “babosa”.

## Turismo
Actualmente, es considerado el último valle verde de Lima. Posee como zonas turísticas de naturaleza a las "Lomas de Lúcumo", "Lomas de Manzano", "Lomas de Punta Blanca", "Lomas de Pucara", "Lomas tres Linderos", "Lomas de Manchay" y "Lomas de Castilla", descritas por Daniel López Mazzotti en sus reportes de viaje.
Además, se encuentra el cerro Pan de Azúcar, donde se ubica el “Manantial de la juventud” y la “Piedra del amor”, descritos por el citado geógrafo.
Adicionalmente, el distrito cuenta con muchos restos arqueológicos como la "Huaca Mina Perdida", "Manchay Bajo", y los sitios arqueológicos de "Cardal", "Pampa Flores" y "Tambo Inga".
Asimismo, desde 2016, el distrito de Pachacámac es sede principal de América Televisión, uno de los canales de televisión privada más vistos a nivel nacional. Es por ello, que el distrito es visitado por celebridades nacionales e internacionales.
Finalmente, se encuentra el "Museo del Pisco" y la "Granja El Arriero".

## Festividades
- Enero: Festividad “Encuentro de dos culturas”.
- Febrero: “Yunza de Carnavalesca”.
- Marzo: Vendimia Pachacamina.
- Abril: Festival del Caballo de Paso Peruano.
- Mayo: Fiesta de la Cruz – Mina Perdida.
- Julio: Virgen del Carmen; Festival del Pisco.
- Agosto: Fiesta Patronal del Santísimo Salvador; Festividad Religiosa Santa Rosa de Lima; Día Mundial del Folclore.
- Octubre: Fiesta Patronal de la Santísima Virgen del Rosario; Señor de los Milagros.
- Noviembre: Festival de la Fresa.

## Nuevo código postal
El 21 de diciembre de 2010, el Gobierno Peruano estableció el nuevo código postal, dividiendo al distrito de Pachacámac en 3 zonas:
- 15593 para las localidades de Invasión Cementerio, Pampa Flores, Santa Rosa de Mal Paso, Puente Manchay, Manchay Alto, Manchay Bajo y Tambo Inga.
- 15594 para la localidad de Manchay.
- 15823 para las localidades de Pachacámac, Cardal, Jatosisa y Tomina.